# Augustyn Ponikiewski
Augustyn Teodor Ponikiewski (ur. 6 listopada 1920 w Drobninie, zm. 3 kwietnia 2018 w Poznaniu) –  polski profesor nauk rolniczych. Kawaler maltański.

## Biografia
Syn Zofii i Stefana, posła na Sejm II RP, brat prof. Teresy Ponikiewskiej, ojciec dyplomaty Wojciecha Ponikiewskiego, kuzyn Józefa Ponikiewskiego, który poniósł śmierć wraz z gen. Władysławem Sikorskim w katastrofie lotniczej w Gibraltarze.
W 1939 roku zdał maturę w Gimnazjum im. Sułkowskich w Rydzynie. Podczas wojny wysiedlony wraz z rodziną do Generalnej Guberni. Odbył praktyki rolne w majątkach ziemskich powiatu skierniewickiego. Tam też działał w Armii Krajowej.
W 1951 skończył studia na Wyższej Szkole Rolniczej w Poznaniu. Podjął pracę w Instytucie Uprawy, Nawożenia i Gleboznawstwa (IUNG). W kolejnych latach doktorował się i uzyskał habilitację na Uniwersytecie Warszawskim, gdzie od 1967 roku pracował w Instytucie Afrykanistycznym.
W latach 1961-65 przebywał jako ekspert Polservice w Maroku. W latach 1978–1980 jako ekspert FAO w Laosie. Po powrocie z Laosu przeszedł do pracy w Instytucie Krajów Pozaeuropejskich Polskiej Akademii Nauk.
W 1988 roku uzyskał tytuł profesora.
Pasje kolekcjonerskie ujawnione podczas pobytów za granicą pozwoliły na organizację szeregu wystaw w Poznaniu, Wrocławiu i Warszawie z zakresu rękodzieła artystycznego ludów Maroka i Laosu. Część kolekcji została przekazana do Muzeum Etnograficznego w Poznaniu. 
Był autorem m.in. książki Ludy Gospodarki Żarowej Azji Południowo-Wschodniej.
Członek Polskiego Związku Kawalerów Maltańskich. Członek Rady Społecznej przy Arcybiskupie Poznańskim.
Pochowany w  grobowcu rodzinnym w Oporowie k. Leszna.